# Campeonato Sul-Americano de Clubes de Voleibol Masculino de 2012
O Campeonato Sul-Americano de Clubes de Voleibol Masculino de 2012 é a  edição do torneio organizado anualmente pela CSV e foi disputado entre os  dias 5 a 9 de setembro no Gimnasio Municipal Ignacio Carrera Pinto localizado na cidade de Linares- Chile. A equipe brasileira do Sada Cruzeiro conquistou seu primeiro título e a promoção ao Campeonato Mundial de Clubes de 2012 em Doha-Qatar, e o Melhor Jogador da edição foi o brasileiro Evandro Guerra , atleta da equipe argentina  UPCN.

## Formato de disputa
A princípio eram nove equipes inscritas na competição, tratava-se da Seleção Chilena Juvenil que utilizaria o nome Club Voley ADO, mas não foi confirmada posteriormente e apenas oito equipes participaram.
As oito equipes qualificadas foram dispostas em dois grupos de quatro equipes, correspondente a fase classificatória,  na qual todas as equipes se enfrentaram entre si (dentro de seus grupos) em turno único. As duas primeiras colocadas de cada grupo se classificaram para a fase semifinal, na qual se enfrentaram em cruzamento olímpico.
Os times vencedores das semifinais se enfrentaram na partida final, que definiu o campeão; já as equipes derrotadas nas semifinais decidirão a terceira posição grupo (Perdedor do Jogo 15 x Perdedor 16), as equipes eliminadas na fase de classificação disputaram a classificação final da seguinte forma:  quinto lugar (3ºBx3ºA) e o sétimo lugar (4ºB x 4ºB).

## Equipes participantes
As seguintes equipes foram qualificadas para a disputa do Campeonato Sul-Americano de Clubes de 2012: 
| Equipe                    | País      | Qualificação                                                      |
| ------------------------- | --------- | ----------------------------------------------------------------- |
| Deportivo Linares         | Chile     | Representante da cidade sede e Campeão da Liga A1 Chielna de 2011 |
| Deportivo Colón           | Paraguai  | Campeão da Liga Paraguaia de Voleibol de 2012                     |
| Carmelo Rowing Club       | Uruguai   | Campeão da Super Liga Uruguaia de Voleibol de 2011-12             |
| Huracanes de Bolívar      | Venezuela | Campeão do Liga A1 Venezuelana de 2012                            |
| Club Peerless             | Peru      | Campeão da Liga Nacional Superior de Voleibol do Peru de 2011-12  |
| UPCN                      | Argentina | Campeão da Liga A1 Argentina de 2011-12                           |
| Sada Cruzeiro             | Brasil    | Campeão da Superliga Brasileira A 2011-12                         |
| Club Universidad La Salle | Bolívia   | Campeão da Liga Superior Boliviana de Voleibol de 2012            |

## Primeira fase

### Grupo A
Classificação
|     |                           |     | Jogos | Jogos | Jogos | Pontos | Pontos | Pontos | Sets | Sets | Sets  |
| Pos | Equipe                    | Pts | T     | V     | D     | V      | P      | R      | V    | P    | R     |
| --- | ------------------------- | --- | ----- | ----- | ----- | ------ | ------ | ------ | ---- | ---- | ----- |
| 1   | Huracanes de Bolívar      | 9   | 3     | 3     | 0     | 274    | 196    | 1.398  | 9    | 1    | 9,000 |
| 2   | C.D.Linares               | 6   | 3     | 2     | 1     | 255    | 219    | 1.164  | 7    | 4    | 1.750 |
| 3   | Club Universidad La Salle | 2   | 3     | 1     | 2     | 200    | 249    | 0.803  | 3    | 8    | 0.375 |
| 4   | Club Peerless             | 1   | 3     | 0     | 3     | 235    | 300    | 0.783  | 4    | 9    | 0.444 |

Resultados
- Horários UTC-03:00

| Data  | Hora  |                      | Placar |                           | Set 1 | Set 2 | Set 3 | Set 4 | Set 5 | Total  | Relatório |
| ----- | ----- | -------------------- | ------ | ------------------------- | ----- | ----- | ----- | ----- | ----- | ------ | --------- |
| 5 set | 14:00 | Club Peerless        | 1 – 3  | Huracanes de Bolívar      | 25–23 | 17–25 | 16–25 | 8–25  |       | 66–98  | 66-98     |
| 5 set | 20:30 | C.D.Linares          | 3 – 0  | Club Universidad La Salle | 25–11 | 25–19 | 25–18 | -     | -     | 75–48  | 75-48     |
| 6 set | 14:00 | Huracanes de Bolívar | 3 – 0  | Club Universidad La Salle | 25–16 | 25–16 | 25–12 | -     | -     | 75–44  | 75-44     |
| 6 set | 20:30 | C.D.Linares          | 3 – 1  | Club Peerless             | 25–18 | 25–9  | 19–25 | 25–18 | -     | 94–70  | 94-70     |
| 7 set | 14:00 | Club Peerless        | 2 – 3  | Club Universidad La Salle | 25–22 | 25–21 | 16–25 | 20–25 | 13–15 | 99–108 | 99-108    |
| 7 set | 20:30 | C.D.Linares          | 1 – 3  | Huracanes de Bolívar      | 28–26 | 23–25 | 14–25 | 21–25 | -     | 86–101 | 86-101    |

### Grupo B
Classificação
|     |                     |     | Jogos | Jogos | Jogos | Pontos | Pontos | Pontos | Sets | Sets | Sets  |
| Pos | Equipe              | Pts | T     | V     | D     | V      | P      | R      | V    | P    | R     |
| --- | ------------------- | --- | ----- | ----- | ----- | ------ | ------ | ------ | ---- | ---- | ----- |
| 1   | Sada Cruzeiro       | 9   | 3     | 3     | 0     | 225    | 140    | 1.607  | 9    | 0    | MAX   |
| 2   | UPCN/San Juan       | 6   | 3     | 2     | 1     | 207    | 156    | 1.327  | 6    | 3    | 2,000 |
| 3   | Deportivo Colón     | 3   | 3     | 1     | 2     | 184    | 224    | 0.821  | 3    | 7    | 0.429 |
| 4   | Carmelo Rowing Club | 0   | 3     | 0     | 3     | 148    | 244    | 0.607  | 1    | 9    | 0.111 |

Resultados
- Horários UTC-03:00

| Data  | Hora  |                 | Placar |                     | Set 1 | Set 2 | Set 3 | Set 4 | Set 5 | Total | Relatório |
| ----- | ----- | --------------- | ------ | ------------------- | ----- | ----- | ----- | ----- | ----- | ----- | --------- |
| 5 set | 16:00 | UPCN/San Juan   | 3 – 0  | Deportivo Colón     | 25–11 | 25–12 | 25–14 |       |       | 75–37 | 75-37     |
| 5 set | 18:30 | Sada Cruzeiro   | 3 – 0  | Carmelo Rowing Club | 25–9  | 25–9  | 25–12 | -     | -     | 75–30 | 75-30     |
| 6 set | 16:00 | Sada Cruzeiro   | 3 – 0  | Deportivo Colón     | 25–22 | 25–18 | 25–13 | -     | -     | 75–53 | 75-53     |
| 6 set | 18:30 | UPCN/San Juan   | 3 – 0  | Carmelo Rowing Club | 25–14 | 25–16 | 25–14 | -     | -     | 75–44 | 75-44     |
| 7 set | 16:00 | Deportivo Colón | 3 – 1  | Carmelo Rowing Club | 19–25 | 25–13 | 25–19 | 25–17 | -     | 94–74 | 94-74     |
| 7 set | 18:30 | Sada Cruzeiro   | 3 – 0  | UPCN/San Juan       | 25–18 | 25–16 | 25–23 |       | -     | 75–57 | 75-57     |

## Finais
- Horários UTC-03:00

|  | Semifinais            | Semifinais            |   |                       | Final                 | Final |  |
|  |                       |                       |   |                       |                       |       |  |
|  | 8 de setembro - 18:30 |                       |   |                       |                       |       |  |
|  | Huracanes de Bolívar  | 0                     |   |                       |                       |       |  |
|  | UPCN/San Juan         | 3                     |   |                       |                       |       |  |
|  |                       |                       |   |                       |                       |       |  |
|  |                       |                       |   |                       | 9 de setembro - 18:00 |       |  |
|  |                       |                       |   |                       | Sada Cruzeiro         | 3     |  |
|  |                       | UPCN/San Juan         | 1 |                       |                       |       |  |
|  |                       |                       |   |                       |                       |       |  |
|  |                       |                       |   |                       |                       |       |  |
|  |                       |                       |   |                       | Terceiro lugar        |       |  |
|  | 8 de setembro - 20:30 | 8 de setembro - 20:30 |   | 9 de setembro - 16:00 | 9 de setembro - 16:00 |       |  |
|  | C.D.Linares           | 0                     |   | C.D.Linares           | 1                     |       |  |
|  | Sada Cruzeiro         | 3                     |   |                       | Huracanes de Bolívar  | 3     |  |

### Fase Semifinal

#### Classificação final  de 7º e 8º Lugar
- Horários UTC-03:00

| Data  | Hora  |                     | Placar |               | Set 1 | Set 2 | Set 3 | Set 4 | Set 5 | Total | Relatório |
| ----- | ----- | ------------------- | ------ | ------------- | ----- | ----- | ----- | ----- | ----- | ----- | --------- |
| 8 set | 14:00 | Carmelo Rowing Club | 0 –3   | Club Peerless | 24–26 | 23–25 | 14–25 | -     | -     | 61–76 | 67-75     |

#### Classificação final  de 5º ao  6º Lugar
Resultados
- Horários UTC-03:00

| Data  | Hora  |                 | Placar |                           | Set 1 | Set 2 | Set 3 | Set 4 | Set 5 | Total | Relatório |
| ----- | ----- | --------------- | ------ | ------------------------- | ----- | ----- | ----- | ----- | ----- | ----- | --------- |
| 8 set | 16:00 | Deportivo Colón | 3–0    | Club Universidad La Salle | 25–19 | 25–20 | 25–18 | -     | -     | 75–57 | 75-57     |

#### Semifinalistas
Resultados
- Horários UTC-03:00

| Data  | Hora  |                      | Placar |               | Set 1 | Set 2 | Set 3 | Set 4 | Set 5 | Total | Relatório |
| ----- | ----- | -------------------- | ------ | ------------- | ----- | ----- | ----- | ----- | ----- | ----- | --------- |
| 8 set | 18:30 | Huracanes de Bolívar | 0– 3   | UPCN/San Juan | 21–25 | 16–25 | 19–25 | -     | -     | 56–75 | 56-75     |
| 8 set | 20:30 | C.D.Linares          | 0– 3   | Sada Cruzeiro | 17–25 | 16–25 | 19–25 | -     | -     | 52–75 | 52-75     |

#### Classificação final de 3º e 4º Lugar
Resultados
- Horários UTC-03:00

| Data  | Hora  |             | Placar |                      | Set 1 | Set 2 | Set 3 | Set 4 | Set 5 | Total | Relatório |
| ----- | ----- | ----------- | ------ | -------------------- | ----- | ----- | ----- | ----- | ----- | ----- | --------- |
| 9 set | 16:00 | C.D.Linares | 1-3    | Huracanes de Bolívar | 20–25 | 15–25 | 25–20 | 17–25 | -     | 77–95 | 77-95     |

#### Finalistas
- Horários UTC-03:00

| Data  | Hora  |               | Placar |               | Set 1 | Set 2 | Set 3 | Set 4 | Set 5 | Total | Relatório |
| ----- | ----- | ------------- | ------ | ------------- | ----- | ----- | ----- | ----- | ----- | ----- | --------- |
| 9 set | 18:00 | Sada Cruzeiro | 3-1    | UPCN/San Juan | 19–25 | 25–18 | 25–17 | 28–26 | -     | 97–86 | 97-86     |

## Premiação
| Campeonato Sul-Americano de Clubes de Voleibol Masculino de 2012 |
| Brasil                                                           |
| ---------------------------------------------------------------- |
| Sada Cruzeiro Campeão (1º título)                                |

## Classificação final
| Campeão | Vice-campeão | Terceiro lugar |
| Sada Cruzeiro1-Petry 2-Daniel Gramignoli 3-Higor Maia 4-Douglas Cordeiro 5-Maurício Borges 6- Túlio Nogueira 7-William Arjona 8-Wallace de Souza 9- Jonatas Cardoso 10- Yadier Sanchez 11-Acácio 12-Alan Souza 14-Rogério Silva 15-Odilon 16-Guilherme Kachel (L) 17-Serginho (L) 18-Filipe Ferraz 20- Rafael MartinsTécnico: Marcelo Mendez | UPCN/San Juan1-Bonini 3-Tissera 4-Garroq (L) 5-Molina 6-Bengolea 7-Evandro 8-Gonzalez 10- Heber García 11-Peres Lopes 12-Villalba 14-Gutiérrez 15-Rojas 16-Júnior 19-Suguinha Técnico: Fabián Armoa | Huracanes de Bolívar1- Jhoser 2- Andriu 3- Jhonnlenn 4- Enderwuin 5- Rodman 6- Siso 7- Edson 8-Andres 9-Joel Silva (L) 10-Robert 11-Harry 12-Colina 13- Henderson 14-Levi 15-Igor 16-Juan 17-Frander 18-IsmelTécnico: José Gutiérrez |

| 4 | C.D.Linares               |
| 5 | Deportivo Colón           |
| 6 | Club Universidad La Salle |
| 7 | Club Peerless             |
| 8 | Carmelo Rowing Club       |

## Prêmios individuais
| Prêmio                     | Jogador           | Equipe               |
| -------------------------- | ----------------- | -------------------- |
| MVP (Most Valuable Player) | Evandro Guerra    | UPCN/San Juan        |
| Melhor Atacante            | Wallace de Souza  | Sada Cruzeiro        |
| Melhor Bloqueador          | Acácio            | Sada Cruzeiro        |
| Melhor Sacador             | Estaban Grimalt   | C.D.Linares          |
| Melhor Receptor            | Enderwuin Herrera | Huracanes de Bolívar |
| Melhor Defensor            | Sebastian Garroq  | UPCN/San Juan        |
| Melhor Levantador          | William Arjona    | Sada Cruzeiro        |
| Melhor Lìbero              | Serginho          | Sada Cruzeiro        |